# 董克俊
董克俊（1939年—），男，四川重庆人，中国版画家，一级美术师，曾任中国美术家协会理事，贵州省文学艺术界联合会副主席。